# La Colline aux coquelicots (film)
Ne doit pas être confondu avec La Colline aux coquelicots (manga).
La Colline aux coquelicots (コクリコ坂から, Kokuriko zaka kara, litt. Depuis la colline aux coquelicots) est un film d'animation japonais du studio Ghibli réalisé par Gorō Miyazaki et sorti au Japon le 16 juillet 2011. Il s'agit d'une adaptation du manga éponyme dessiné par Chizuru Takahashi et scénarisé par Tetsurō Sayama. Le film relate une histoire d'amour lycéen et de roman familial dans le Japon des années 1960. Il aborde en outre la question de la préservation de la mémoire collective.

## Synopsis long
L'histoire se déroule au Japon en 1963, à la veille des Jeux olympiques d'été de 1964. Umi Matsusaki est une élève du lycée Konan à Yokohama. Le père d'Umi, Yūichirō Sawamura, marin, est mort en mer sur une barge de débarquement pendant la guerre de Corée, plusieurs années auparavant, la laissant l'aînée de trois enfants. Umi vit avec sa grand-mère, sa petite sœur Sora et son petit frère Riku dans une maison qui sert également de maison d'hôtes et accueille plusieurs pensionnaires. Umi consacre beaucoup d'efforts à sa famille au quotidien et est par ailleurs une élève sérieuse. Depuis la mort de son père, elle a pris l'habitude quotidienne de hisser des drapeaux de signalisation maritime devant la maison, en souvenir du temps où elle le faisait pour aider son père à retrouver le chemin de la côte, quand elle était encore enfant. Un jour, Umi lit dans le journal du lycée un poème faisant allusion à ces drapeaux et qui ne peut concerner qu'elle. Peu après, elle apprend qu'un conflit en cours oppose entre eux les garçons du lycée : l'ancien foyer des élèves, un bâtiment appelé le Quartier latin, doit être démoli pour laisser place à une nouvelle construction, mais une minorité d'élèves persiste à réclamer sa préservation.
C'est dans ce contexte qu'Umi rencontre Shun Kazama, délégué des élèves et membre de la rédaction du journal du lycée : elle le voit au moment où il fait un saut traditionnel dans un bassin d'eau en geste de protestation contre la destruction annoncée du bâtiment. Umi soupçonne Shun d'être l'auteur du poème, mais ne parvient pas à lui poser la question. Entraînée par sa petite sœur, qui s'intéresse à Shun puis à Shirō Mizunuma, le président du conseil des élèves, Umi s'intéresse à son tour à la sauvegarde du Quartier latin ; elle découvre ainsi l'intérieur du Quartier latin, avec ses clubs de lycéens hauts en couleur, et notamment la rédaction du journal. Elle assiste aussi à une réunion d'élèves mouvementée, interrompue brutalement par l'annonce de l'arrivée du proviseur, que les élèves trompent en chantant sagement une chanson à son entrée (Shiroi Hana no Sakukoro, « Lorsque la fleur blanche s'épanouit »). Pour sauver le bâtiment, Umi a l'idée de le nettoyer et de le restaurer : les élèves approuvent le projet et se mettent au travail. Peu à peu, Umi et Shun se rapprochent et développent des sentiments mutuels. La jeune fille apprend indirectement que Shun répond tous les jours aux messages qu'elle envoie en mer par drapeau, mais elle ne pouvait pas le voir depuis le pied du mât.
À l'occasion d'une fête d'adieu en l'honneur d'une locataire, Umi invite Shun et Shirō à la maison. Mais Shun, en découvrant la photo du père d'Umi, se rappelle l'histoire de sa propre enfance : le père de Shun n'est que son père adoptif, et lui a toujours dit que son père biologique était Sawamura, qui s'avère être le père d'Umi. Shun et Umi se découvrent frère et sœur, à leur grand dam. Shun tente alors d'ignorer Umi quelque temps, persuadé qu'ils doivent rester de simples amis, mais Umi peine à renoncer à ses sentiments. Tous deux emploient leur énergie à la restauration du Quartier latin, pour laquelle tous les lycéens, garçons et filles, conjuguent leurs efforts. Le travail avance bien et la restauration est bientôt terminée. Mais alors que le combat semble gagné, ils apprennent que le proviseur et le président du conseil de l'école, Tokumaru, se sont mis d'accord pour démolir le bâtiment. Shun, Shirō et Umi décident alors de faire le trajet jusqu'à Tōkyō pour parler au président du conseil. Le voyage est éprouvant, mais les trois élèves parviennent à voir Tokumaru. Celui-ci, intéressé et ému par l'histoire familiale d'Umi, accepte de venir voir le bâtiment restauré le lendemain après-midi. Au cours du trajet de retour, Umi, laissée seule avec Shun par Shirō, avoue ses sentiments à Shun, même si elle sait que leur parenté contraint son amour à rester purement fraternel. Shun finit par avouer qu'il éprouve exactement les mêmes sentiments pour Umi.
Umi, minée par son amour déçu et par le deuil de son père qu'elle peine à surmonter, a du mal à assurer les lourdes tâches quotidiennes dont elle a la charge à la maison. Lorsque sa mère rentre d'un voyage aux États-Unis, Umi se décide à lui demander toute la lumière sur les origines de Shun. Sa mère lui raconte alors l'histoire de son père, qui était ami avec Hiroshi Tashibana, le père biologique de Shun, et avec un troisième homme, M. Unodera. En réalité Shun n'est pas le frère d'Umi, Sawamura l'ayant recueilli quand Tashibana s'est fait tuer alors qu'au même moment la mère d'Umi était enceinte d'elle. Ne pouvant pas élever un autre enfant (elle était encore étudiante en médecine et enceinte d’Umi) ils ont alors décidé de faire adopter Shun par une autre famille.
Le lendemain, le président du conseil Tokumaru visite le Quartier latin, où les élèves chantent (Kon'iro no Uneri ga, « Des vagues d'un bleu profond »). C'est un succès complet, et Tokumaru s'engage à construire le nouveau foyer ailleurs afin de préserver le bâtiment. Vers la fin de la cérémonie, Shun entraîne Umi jusqu'au port, où le paquebot du troisième marin, l'ami de leurs deux pères, fait brièvement escale. Le marin est heureux de les rencontrer et leur confirme la version de la mère d'Umi. Shun et Umi rentrent chez eux, heureux de ne plus avoir à renoncer à leur relation.

## Fiche technique
Sauf indication contraire, les informations mentionnées dans cette section peuvent être confirmées par la base de données cinématographiques IMDb,  présente dans la section « Liens externes ».
- Titre original : Kokuriko zaka kara (コクリコ坂から?)
- Titre français : La Colline aux coquelicots
- Titre anglais : From Up on Poppy Hill
- Réalisation : Gorō Miyazaki
- Scénario : Hayao Miyazaki et Keiko Niwa, d'après le manga de Tetsurō Sayama (scénario) et Chizuru Takahashi (illustration)
- Musique originale : Satoshi Takebe
  - Chanson du générique interprétée par : Aoi Teshima
- Image : Atsushi Okui
- Production : Toshio Suzuki, Tetsurō Sayama, Chizuru Takahashi
- Sociétés de production : Studio Ghibli, Toei, Walt Disney Company, Nippon Television Network Corporation, Dentsu, Mitsubishi Shoji, GNDHDDT, Hakuhodo DY Media Partners
- Pays d'origine :  Japon
- Langue originale : japonais
- Format : couleur - 1,85:1 - DTS / Dolby Digital
- Durée : 91 minutes
- Dates de sortie :
  - Japon : 16 juillet 2011
  - Belgique, France, Suisse : 11 janvier 2012
  - États-Unis, Canada : mars 2013

## Distribution

### Voix japonaises
Sauf indication contraire, les informations mentionnées dans cette section peuvent être confirmées par la base de données cinématographiques IMDb,  présente dans la section « Liens externes ».
- Masami Nagasawa : Umi Matsuzaki
- Jun'ichi Okada : Shun Kazama
- Shunsuke Kazama : Shirō Mizunuma
- Yuriko Ishida : Miki Hokuto
- Rumi Hiiragi : Sachiko Hirokōji
- Keiko Takeshita : Hana Matsuzaki
- Jun Fubuki : Ryoko Matsuzaki
- Nao Omori : Akio Kazama
- Takashi Naitō : Yoshio Onodera
- Teruyuki Kagawa : Président Tokumaru
- Haruka Shiraishi : Sora Matsuzaki
- Tsubasa Kobayashi : Riku Matsuzaki
- Aoi Teshima : Yuko
- Toshimi Kanno : Nobuko Yokoyama
- Eiko Kanazawa : Saori Makimura
- Gorō Miyazaki : Professeur d'histoire mondiale

### Voix françaises
- Alexandra Garijo : Umi Matsuzaki
- Rémi Bichet : Shun Kazama
- Rémi Caillebot : Shirō Mizunuma
- Pauline Brunner : Sora Matsuzaki
- Warren Homs : Riku Matsuzaki
- Ingrid Donnadieu : Sachiko Hirokōji
- Nathalie Homs : Saori Makimura
- Anneliese Fromont de Vitis : Miki Hokuto
- Annie Bertin : Hana Matsuzaki
- Nathalie Duverne : Ryoko Matsuzaki
- Brigitte Virtudes : Tomoko
- Emmanuel Lemire : Gen Shiraki
- Christophe Lemoine : chef philosophe
- Gauthier Battoue : Yamazaki
- Rémi Pous : Akio Kazama
- Maxime Bailleul : Sawamura
- Patrick Raynal : Yoshio Onodera
- Patrice Melennec : le président Tokumaru
- Maeva Méline : Yūko
- Célia Charpentier / Adeline Chetail : Nobuko Yokoyama
- Thierry D'Armor : le chef des débats
- Tom Trouffier : Riku
- Marie-Eugénie Maréchal : la mère de Shun
- Jérôme Wiggins : le professeur
- Patrice Keller : le réceptionniste

Source : Fiche du film sur AnimeLand et Voxofilm

## Production
La Colline aux coquelicots est adapté d'un manga éponyme scénarisé par Tetsurō Sayama et illustré par Chizuru Takahashi ; c'est un shojo qui avait été publié au début des années 1980 dans le magazine japonais Nakayoshi. La Colline aux coquelicots est le deuxième film réalisé par Gorō Miyazaki après Les Contes de Terremer. C'est techniquement la deuxième collaboration entre Gorō Miyazaki et son père Hayao, mais de facto la première où le père et le fils travaillent réellement ensemble (la production des Contes de Terremer ayant été marquée par les mauvais rapports entre les deux hommes qui ne se parlaient pas du tout).
La production du film doit faire face à des délais très courts : elle est entamée en juillet 2010, un an à peine avant la sortie du film au Japon, prévue pour juillet 2011. La production du film est fortement perturbée par le tsunami consécutif au séisme du 11 mars 2011 ; après une interruption de trois jours, Hayao Miyazaki impose la reprise du projet, mais le studio doit composer avec les coupures d'électricité programmées et n'effectuer le travail sur ordinateur que de nuit. Le film sort finalement au Japon à la date prévue le 16 juillet 2011.
Le premier titre français annoncé pour le film est La Pente des coquelicots ; il est ensuite modifié, courant octobre 2011, en La Colline aux coquelicots. La sortie du film en France, initialement prévue pour le 4 janvier 2012, est ensuite reportée au 11 janvier,.
Le 5 juin 2012, GKIDS annonce au Festival international du film d'animation d'Annecy qu'elle venait de décrocher les droits de distribution nord-américains du deuxième long-métrage de Gorō Miyazaki et qu'elle prévoyait soumettre sa candidature aux Academy Awards en prévision de sa sortie sur écrans en mars 2013. Plus encore, l'exercice de doublage en langue anglaise pour le marché nord-américain sera assuré par le studio Ghibli. Cette annonce surprit puisque depuis le milieu des années 1990, Disney avait constamment obtenu ces droits de distribution.

## Accueil critique

### En France
À sa sortie en France, le film reçoit un accueil dans l'ensemble favorable de la part des critiques de presse. Parmi les critiques les plus élogieuses, celle d'Hubert Lizé dans le quotidien Le Parisien évoque « une merveille de film d’animation qui allie finesse du dessin, rythme et subtilité des nuances de couleurs ». Il apprécie en particulier la beauté des paysages, qui évoquent selon lui des tableaux impressionnistes, ainsi que la reconstitution minutieuse de la vie quotidienne du Japon des années 1960. Dans Libération, Didier Péron signe également une critique très favorable qui met l'accent sur la différence entre le film de Gorō Miyazaki et ceux de son père Hayao : il estime l'univers de Gorō Miyazaki plus réaliste et voit dans le film la marque d'une réalisation plus paisible et contemplative. Lorenzo Codelli, dans Positif, juge ce second film réalisé par Gorō Miyazaki « sans doute mieux réussi et plus personnel que son premier ».
Les critiques plus partagées reprochent en général au film les faiblesses de son scénario. Stéphanie Belpêche, dans Le Journal du dimanche, estime que « Si la musique s’avère un peu envahissante, ce mélodrame parvient à émouvoir par la pureté des sentiments d’Umi, et la pudeur de la jeune fille face au travail du deuil. » Cécile Mury, dans Télérama, n'est guère impressionnée par le scénario, qu'elle qualifie de « sympathique et fraîche bluette, mi-shojo (manga pour filles), mi-mélo », et retient davantage, elle aussi, la minutie des décors réalistes. Elle conclut que « manquent seulement la folle poésie, les monstres et les merveilles des œuvres de Miyazaki père » et que l'héritage du père est lourd à porter pour Miyazaki fils. Thomas Sotinel, dans Le Monde, est plus sévère encore avec le scénario du film, jugeant qu'il « emprunte une mièvrerie certaine » au manga dont il est adapté, et que l'intrigue reste convenue ; il apprécie cependant la « minutie de la reconstitution historique », et affirme que « c'est ce luxe de détails qui permet à La Colline aux coquelicots de passer l'écran. » Dans Le Point, Florence Colombani trouve au film un charme dû à son ambiance rétro, à la délicatesse des personnages et à la poésie du quotidien, mais estime qu'il « souffre d'une animation un brin paresseuse et d'un certain manque de rythme » : le résultat, conclut-elle, « se regarde sans déplaisir, mais loin des grandes émotions que peut procurer l'animation japonaise à son meilleur. »
Les quelques critiques très défavorables concentrent leurs reproches sur le scénario, voire estiment que le film s'avère également insuffisant dans son animation. Éric Libiot, dans L'Express, juge le scénario « à ras des coquelicots [et] qui, selon l'humeur, est joliment naïf ou gentiment niaiseux », malgré la « très belle animation » du studio Ghibli. Vincent Malausa, dans les Cahiers du cinéma, juge quant à lui que « l'indigence de l'animation laisse à penser qu'il s'agit simplement d'un projet de fond de tiroir assuré par un réalisateur sans ambition. »

## Box office
Au Japon, à sa sortie le 16 juillet, le film se place en troisième position au box office derrière deux films adaptés de la licence Pokémon. Au cours des trois premiers jours, le film, exploité dans 457 salles, rassemble 445 269 entrées. Après deux mois d'exploitation, il prend la tête du box office, devenant ainsi le film japonais ayant rapporté le plus d'argent par son exploitation dans le pays en 2011. Au 14 septembre 2011, le film cumulait 3 300 000 entrées. À la fin de l'année, La Colline aux coquelicots se positionne à la troisième place du box office japonais de l'année (avec un peu plus de 56 millions de dollars de recette), derrière la seconde partie de Harry Potter et les reliques de la mort (plus de 124 millions) et Pirates des Caraïbes : La Fontaine de jouvence (plus de 108 millions).
La Colline aux coquelicots sort en France le 11 janvier 2012. À Paris, le film, exploité sur 17 copies, cumule 1425 entrées le premier jour, et réalise ainsi le deuxième meilleur démarrage parisien de la semaine après J. Edgar de Clint Eastwood. Il réalise 116 084 entrées en première semaine, puis 89 452 entrées en deuxième semaine, puis 58 050 entrées en troisième semaine et 23 695 entrées en quatrième semaine, cumulant 287 281 entrées en un mois d'exploitation.

## Bande originale du film
Satoshi Takebe compose la bande originale du film et s'occupe également de l'image album du film (présentant des compositions préparatoires ou abandonnées non incluses dans la bande originale finale).
La chanson du générique (« L'été des adieux - La Colline aux coquelicots ») est composée par Koichi Sakata et arrangée par Satoshi Taekebe ; les paroles sont de Yukiko Marimura, et la chanson est interprétée par Aoi Teshima.
La chanson « Ue o Muite Arukō » (« Marchons en regardant le ciel ») est une chanson de Kyū Sakamoto qui avait connu un succès international à sa sortie en 1961 : sa reprise dans le film lui confère plus de réalisme historique.
La chanson « Kon'iro no Uneri ga » (« Des vagues d'un bleu profond ») s'inspire librement d'un poème de Kenji Miyazawa, « To my students » ; les paroles, composées par Hayao Miyazaki pour la première strophe et Gorō Miyazaki pour la seconde, font allusion au tsunami de mars 2011 qui perturba fortement la fin de la production du film.
La chanson « Red River Valley » est une chanson traditionnelle du folklore américain, traduite en japonais par Gorō Miyazaki pour le film.
En France, la bande originale du film est éditée par Wasabi Records (label de Kazé) au moment de la sortie du film.

## Distinctions
En 2012, La Colline aux coquelicots remporte le prix du Meilleur film d'animation de l'année 2011 (Animation of the Year) de la Japan Academy,.